# Phare de Vila Real de Santo António
Le phare de Vila Real de Santo António est un phare situé sur la rive droite du fleuve Guadiana dans la municipalité de Vila Real de Santo António, dans le district de Faro (Région de l'Algarve au Portugal).
Il est géré par l'autorité maritime nationale du Portugal à Oeiras (Grand Lisbonne).

## Histoire
Le phare de Vila Real Santo Antonio est devenu opérationnel en janvier 1923, après de nombreuses années de discussion sur la méthode de sa construction, car il est situé sur une zone de sable. La tour circulaire, avec galerie et lanterne, repose sur des fondations en béton armé. La lumière installée à l'origine était une lampe à incandescence alimentée à la vapeur de pétrole et avait une portée de 33 Milles nautiques (environ 60 km). Aujourd'hui le phare est équipé d'un dispositif optique à lentille de Fresnel de troisième ordre d'une longueur focale de 500 mm.
En 1927, le phare a été électrifié avec des générateurs, puis en 1947, relié au secteur public d'alimentation électrique avec une nouvelle lampe de 3 000 W. En 1960, les générateurs ont été remplacés par des alternateurs et un ascenseur a été installé dans la tour pour accéder à la lanterne. En 1983, la lampe est remplacée par une lampe de 1 000 W. En 1950, il est équipé d'un radiophare qui sera mis hors service en 2001. En 1989, le phare est automatisé et n'est plus pourvu d'une équipe de gardiens. Le phare est visitable tous les mercredis.
Identifiant : ARLHS : POR057 ; PT-590 - Amirauté : D2206 - NGA : 3816.
|          |
| Le phare |

|             |
| La lanterne |

### Lien connexe
- Liste des phares du Portugal